# Куакос-де-Юсте
Куакос-де-Юсте (ісп. Cuacos de Yuste) — муніципалітет в Іспанії, у складі автономної спільноти Естремадура, у провінції Касерес. Населення — 908 осіб (2010).
Муніципалітет розташований на відстані близько 170 км на захід від Мадрида, 90 км на північний схід від Касереса.

## Демографія
Динаміка населення (INE ):

## Галерея зображень

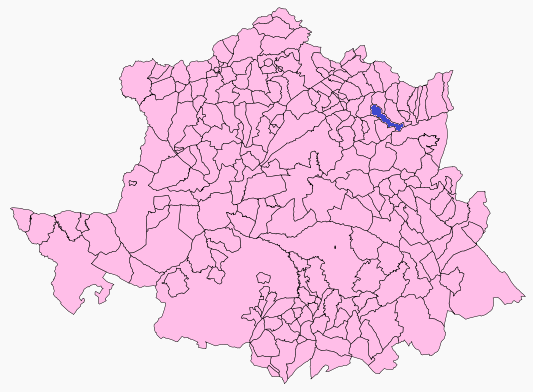
Розташування муніципалітету у провінції Касерес